# Enics
Die Enics AG mit Sitz in Zürich ist ein international tätiges Schweizer Unternehmen auf dem Gebiet von Electronics Manufacturing Services (EMS) für Industrie-Elektronik und Medizinaltechnik für Originalausrüstungshersteller. Enics ging 2004 aus einem Management-Buy-out aus der Industrie-Elektronik-Division der finnischen Elcoteq hervor. Die Wurzeln des Unternehmens liegen in der Elektronikproduktion von ABB in der Schweiz, von ABB und Flextronics in Schweden sowie in der finnischen Elcoteq. Enics beschäftigt heute rund 3'200 Mitarbeitende und erwirtschaftete 2016 einen Umsatz von 501 Millionen Euro.
Im Juni 2022 wurde eine Fusion des Unternehmens mit GPV International bekannt gegeben. Es wird ein neues Unternehmen gegründet und der Sitz diese Unternehmens wird in Vejle, Dänemark sein.

## Tätigkeitsgebiet
Das Unternehmen tätigt Dienstleistungen in der Entwicklung, Herstellung und Betreuung von Industrie-Elektronik und Medizinaltechnik (Lebenszyklus-Management). Es verfügt über acht Werke in Peking und Suzhou (China), Elva (Estland), Lohja und Raahe (Finnland), Västerås (Schweden), Turgi (Schweiz), Nova Dubnica (Slowakei). Die Verwaltung verteilt sich auf die Standorte Zürich (Hauptsitz), Vantaa (Engineering-Office, Finnland) und Hongkong (Sourcing-Office).

## Enics Schweiz
Nebst ihrem Hauptsitz, der 2009 von Baden nach Zürich verlegt wurde, verfügte die Unternehmensgruppe in der Schweiz mit der Tochtergesellschaft Enics Schweiz AG bis 2022 über einen weiteren Standort in Turgi, wo etwa 140 Mitarbeitende beschäftigt waren. Enics Schweiz tätigt EMS-Dienstleistungen im Produktlebenszyklus von Industrie- und Medizinal-Elektronik für Kunden in Mittel- und Zentraleuropa. Die Schweizer Tochtergesellschaft wickelt jährlich 1800 aktive Produkte ab und fertigt 200 Prototypen pro Jahr. Die Losgrössen betragen im Durchschnitt 55 Stück, über 8150 Produkte stehen in Servicebereitschaft. Enics Schweiz dient als Single Point of Contact zum globalen Enics-Netzwerk.